# Tennis de table aux Jeux africains de 2007
Les compétitions de tennis de table aux Jeux africains de 2007 ont lieu en juillet 2007 à Alger, en Algérie. 

## Médaillés

### Hommes
| Épreuves         | Or                                          | Argent                                       | Bronze                                                                  |
| ---------------- | ------------------------------------------- | -------------------------------------------- | ----------------------------------------------------------------------- |
| Simple messieurs | Segun Toriola (NGA)                         | Monday Merotohun (en) (NGA)                  | El-Sayed Lashin (en) (EGY) Kazeem Nosiru (en) (NGA)                     |
| Double messieurs | Nigeria Segun Toriola Monday Merotohun (en) | Égypte El-Sayed Lashin (en) Ahmed Saleh (en) | Égypte Ahmed Nadim Moselhi Emad Nigeria Kazeem Nosiru (en) Hakeem Hassa |
| Par équipes      | Égypte                                      | Nigeria                                      | Algérie                                                                 |

### Femmes
| Épreuves     | Or                                             | Argent                                       | Bronze                                                                                  |
| ------------ | ---------------------------------------------- | -------------------------------------------- | --------------------------------------------------------------------------------------- |
| Simple dames | Yang Fen (CGO)                                 | Bose Kaffo (NGA)                             | Cecilia Offiong (en) (NGA) Olufunke Oshonaike (NGA)                                     |
| Double dames | Nigeria Offiong Edem (en) Cecilia Offiong (en) | République du Congo Yang Fen Fatimo Bisiriyu | Égypte Bacent Othman (en) Shaimaa Abdul-Aziz (en) Nigeria Bose Kaffo Olufunke Oshonaike |
| Par équipes  | Nigeria                                        | Égypte                                       | Tunisie                                                                                 |

### Mixte
| Épreuves     | Or                                       | Argent                                      | Bronze                                                                              |
| ------------ | ---------------------------------------- | ------------------------------------------- | ----------------------------------------------------------------------------------- |
| Double mixte | République du Congo Yang Fen Suraju Saka | Égypte Shaimaa Abdul-Aziz (en) Moselhi Emad | Nigeria Cecilia Offiong (en) Hakeem Hassan Nigeria Bose Kaffo Monday Merotohun (en) |

## Tableau des médailles
| Rang  | Nation              | Or | Argent | Bronze | Total |
| ----- | ------------------- | -- | ------ | ------ | ----- |
| 1     | Nigeria             | 4  | 3      | 7      | 14    |
| 2     | République du Congo | 2  | 1      | 0      | 3     |
| 3     | Égypte              | 1  | 3      | 3      | 7     |
| 4     | Algérie             | 0  | 0      | 1      | 1     |
| 4     | Tunisie             | 0  | 0      | 1      | 1     |
| Total | Total               | 7  | 7      | 12     | 26    |